# Veronicastrum sibiricum
Veronicastrum sibiricum ("Sibirian veronicastrum") es una especie de planta en la familia Plantaginaceae. Es una especie nativa de las praderas sobre laderas y matorrales en China, Japón, Mongolia, Rusia y Corea.

## Descripción
Veronicastrum sibiricum es una planta herbácea rizomatosa perenne posee hojas simples verticiladas, en tallos verticales débiles. Florece en verano, y sus flores son de un color lila claro.
Veronicastroside, una flavona, se encuentra presente en Veronicastrum sibiricum var. japonicum.